# Elwžská přehrada
Elwžská přehrada byla 33 metrů vysoká přehrada v americkém státě Washington. Nachází se 8 kilometrů od ústí řeky Elwha do úžiny Juana de Fucy, kde byla postavena pod vedením Thomase Aldwella, který zakoupil okolní pozemky a s pomocí kanadského podnikatele George Glinese nechal přehradu v roce 1910 postavit.
Stavebníci při stavbě přehrady nepostavili žádné rybí přechody a navíc nedostatečně založili základ hráze, takže když byla v roce 1912 vodní zdrž naplněna vodou, spodní část přehrady nevydržela hydrostatický tlak. Způsobená povodňová vlna zničila přístupový most. Aldwell měl dostatek peněz, aby mohl přehradu zrekonstruovat, což bylo dokončeno roku 1913. Vodní plocha nad přehradou se nazývala Aldwellovo jezero.
Později, společně s Glinesovou přehradou, která byla postavena roku 1926, pomohla přehrada ekonomickému růstu a rozvoji Olympijského poloostrova a nedalekého města Port Angeles. Na začátku 21. století už ale obě vodní elektrárny dohromady generovaly jen takové množství elektřiny, které pokryje z 38% potřebu jediné nedaleké papírny.
Kvůli nepřítomnosti rybích přechodů stavba blokovala přístup anadromních lososovitých ryb do 38 kilometrů horního toku řeky a dalších 48 kilometrů říčních přítoků. Populace lososů, která kdysi zahrnovala 400 tisíc dospělých jedinců ve 110 kilometrech řeky, na začátku 21. století činila pouhé 4 tisíce dospělých jedinců v 8 kilometrech dostupného toku.
Díky zákonu z roku 1992 mohla federální vláda zakoupit jak Elwžskou, tak Glinesovu přehradu a přidružené vodní elektrárny a určit je k vyřazení z provozu a demolici, aby bylo obnoveno životní prostředí pro lososovité ryby. Projekt obnovy ekosystému řeky Elwha probíhal mezi roky 2011 a 2014. Demolice Elwžské přehrady začala v září 2011 a řeka mohla volně proplout místem už v březnu 2012.

## Dopad na životní prostředí řeky
Od výstavby přehrad došlo na dolním toku řeky k obrovskému snížení příjmu sedimentů, což způsobilo erozi dna řeky, včetně štěrků, které jsou důležité pro vytvoření ideálního prostředí pro tření ryb. Štěrky z horního toku řeky, které jsou považovány za velice důležité pro obnovu přirozeného prostředí pro lososy, byly zachycovány v přehradních jezerech. Delta řeky do úžiny Juana de Fucy také prodělala erozi, což potvrdili zdejší kmenoví vůdci.
Přehrazením řeky vznikla přehradní jezera Aldwell Lake a Mills Lake. V nich voda zůstávala tak dlouho, že její teplota stoupala na 16 °C, což je přibližně o 16 stupňů více, než je průměrná hodnota. Tak velké teploty byly nevhodné pro ryby, které jsou zvyklé na chladné vody, jako jsou ty v Tichém oceánu. Navíc způsobovaly také větší populace parazitů, kteří měli na svědomí vymření dvou třetin populace lososů, která se ještě nestačila třít. Přestože přehrady nebyly postaveny za protipovodňovým účelem, měly tendenci upravovat sezónní stavy vody, takže byl průtok řeky po celý rok téměř vyrovnaný.

## Rybářská historie
Ve vrcholové době obývali proudy řeky druhy losos čavyča, losos kisuč, losos keta, losos gorbuša, losos nerka, pstruh americký, pstruh Clarkův a siven velkohlavý. Lososi čavyča dosahovali až 45 kilogramů. Lososi nerka, čavyča, keta i gorbuša jsou ale nyní buď vyhynulí nebo kriticky ohrožení ve vodách řeky. Pokud by obě přehrady zůstaly na místě, nedošlo by ani za použití nejmodernějších systémů rybích přechodů k úspěšné obnově druhů, a to kvůli teplotě vody a skladbě dna. Nejlepší místa pro tření se nachází vysoko na horním toku nad Glinesovou přehradou, která tedy stále představovala obrovskou překážkou v cestě za obnovením. Proto bylo odstranění obou přehrad považováno za jedinou možnost, jak obnovit populace původních ryb v řece.

## Odstranění hrází
Zákon o zdejším ekosystému z roku 1992 zajistil dotace a vládní podporu demolice přehrad na řece Elwha. Jednou z možností byly původně rybí přechody, od kterých se ale z výše uvedených důvodů ustoupilo. Největší problém při demolici přehrad představovalo 18 milionů krychlových yardů sedimentů, které se usadily nad hrázemi. 13 milionů se nacházelo nad Glinesovou přehradou, nad Elwžskou pouhých 5. Propuštění všech těchto usazenin by mělo katastrofální následky pro zachovalé ekosystémy dolního toku řeky a pláže při jejím ústí. Nad Glinesovou přehradou byl tedy uskutečněn experiment, kdy bylo z Millsova jezera vypuštěno 5,5 metrů vody v jednom týdnu, zatímco v dalším týdnu bylo jezero udržováno stabilní. Test ukázal, že řeka má tendenci k tvorbě delty s několika laterálními hlubokými rameny. Také ale ukázalo, že pokud bude k vypouštění jezera tímto způsobem trvat dva roky, nakonec všechny sedimenty zůstanou na svém nynějším místě.
Protože existuje jen málo podobných projektů, které byly vyhodnocovány vědeckou studií, odstranění přehrad na řece Elwha je jedním z modelových případů pro podobné projekty podobných rozměrů. Panuje nejistota ohledně toho, jak se řeka sama transformuje a jaké časové období bude zahrnovat. Pokud bude projekt úspěšný, stane se důležitým krokem v cestě za obnovou přirozené říční morfologie jiných přehrazených vodních toků, výsledky ale nemusí být dlouhou dobu zřetelné. Celkovým cílem projektu na řece Elwha je navrácení řeky do původního stavu.
Po dvou letech odstraňování přehrad se řeka sama přiblížila ke svých původním geomorfologickým parametrům. Pohyb splavenin se zvýšil, čímž se obnovilo životní prostředí v dolním toku řeky. Rybám byla umožněna migrace do horního toku řeky už rok po odstranění přehrad a přestože se řeka už nevrátí do stavu, ve kterém by mohla dosahovat svých historických maxim v počtu migrujících ryb, za 15 až 20 let se tyto hodnoty mohou vrátit tam, kde byly před výstavbou přehrad. Kromě obnovy říčního ekosystému poskytlo vypuštění Millsova a Aldwellova jezera 2,9 km² pro suchozemskou vegetaci, čímž se zvětší životní prostředí jelenů wapiti. Zvýšení pohybu sedimentů také pomůže zachránit zanikající deltu řeky.

## Fotogalerie

Postupné odstranění hráze
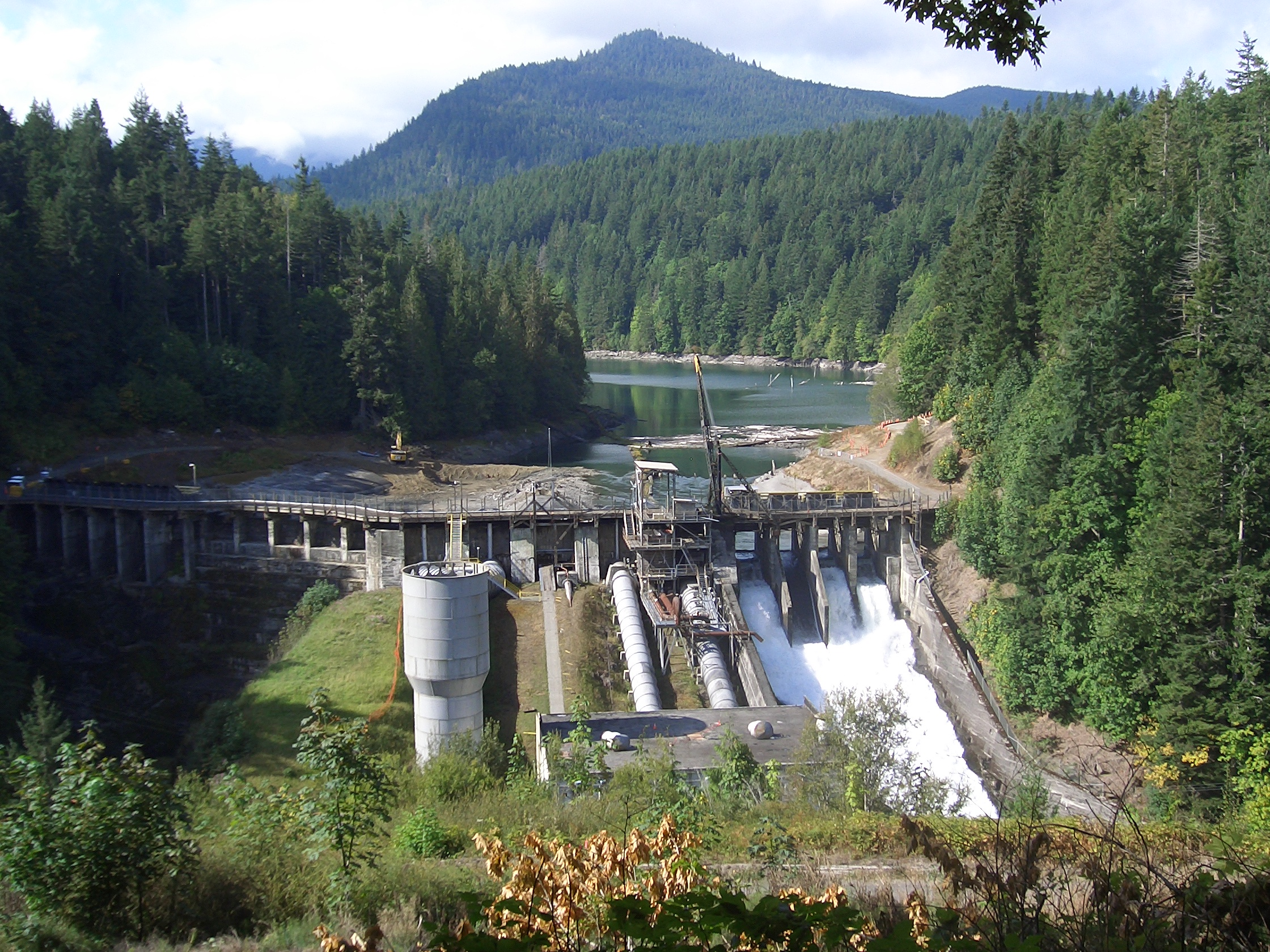
září 2011
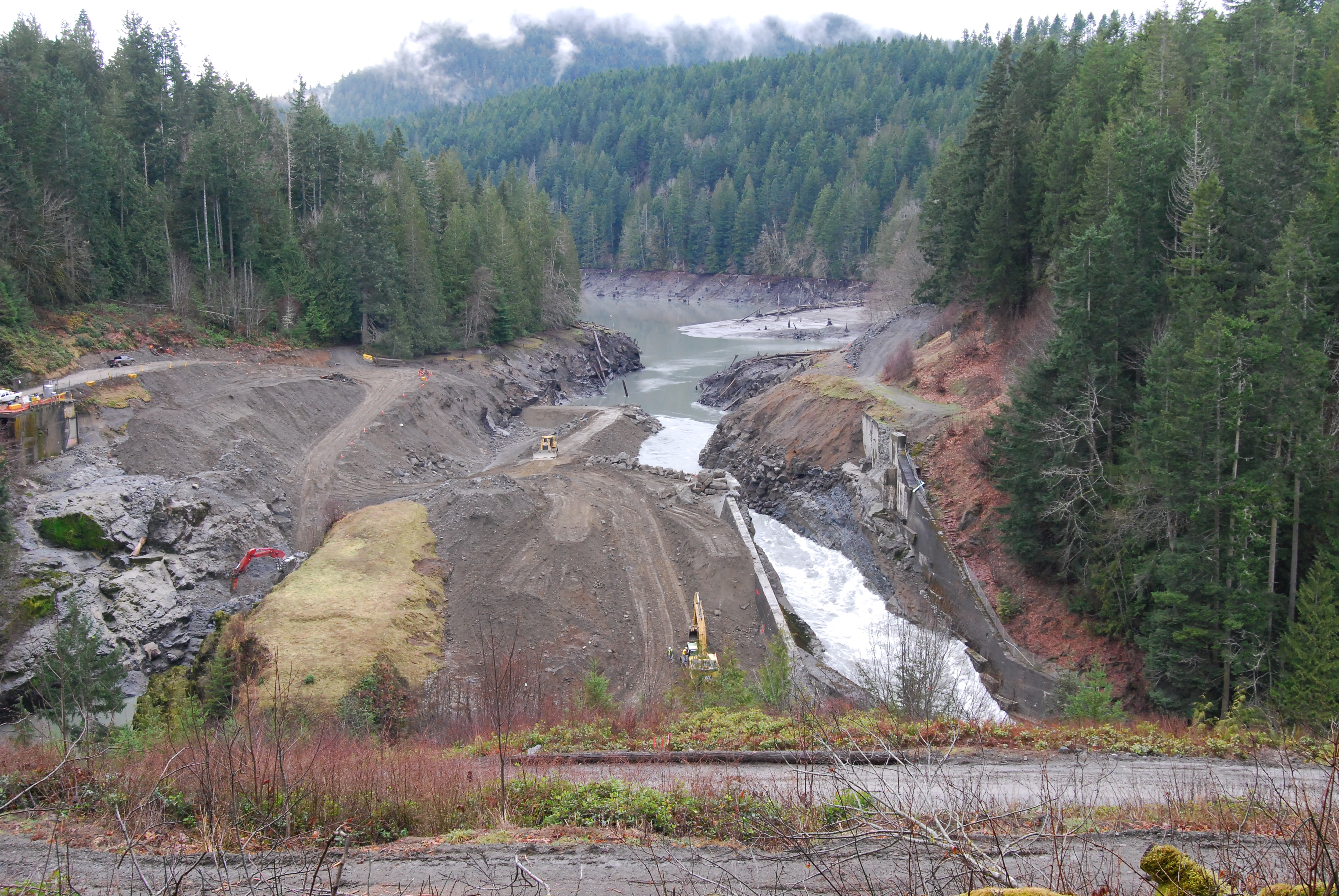
únor 2012
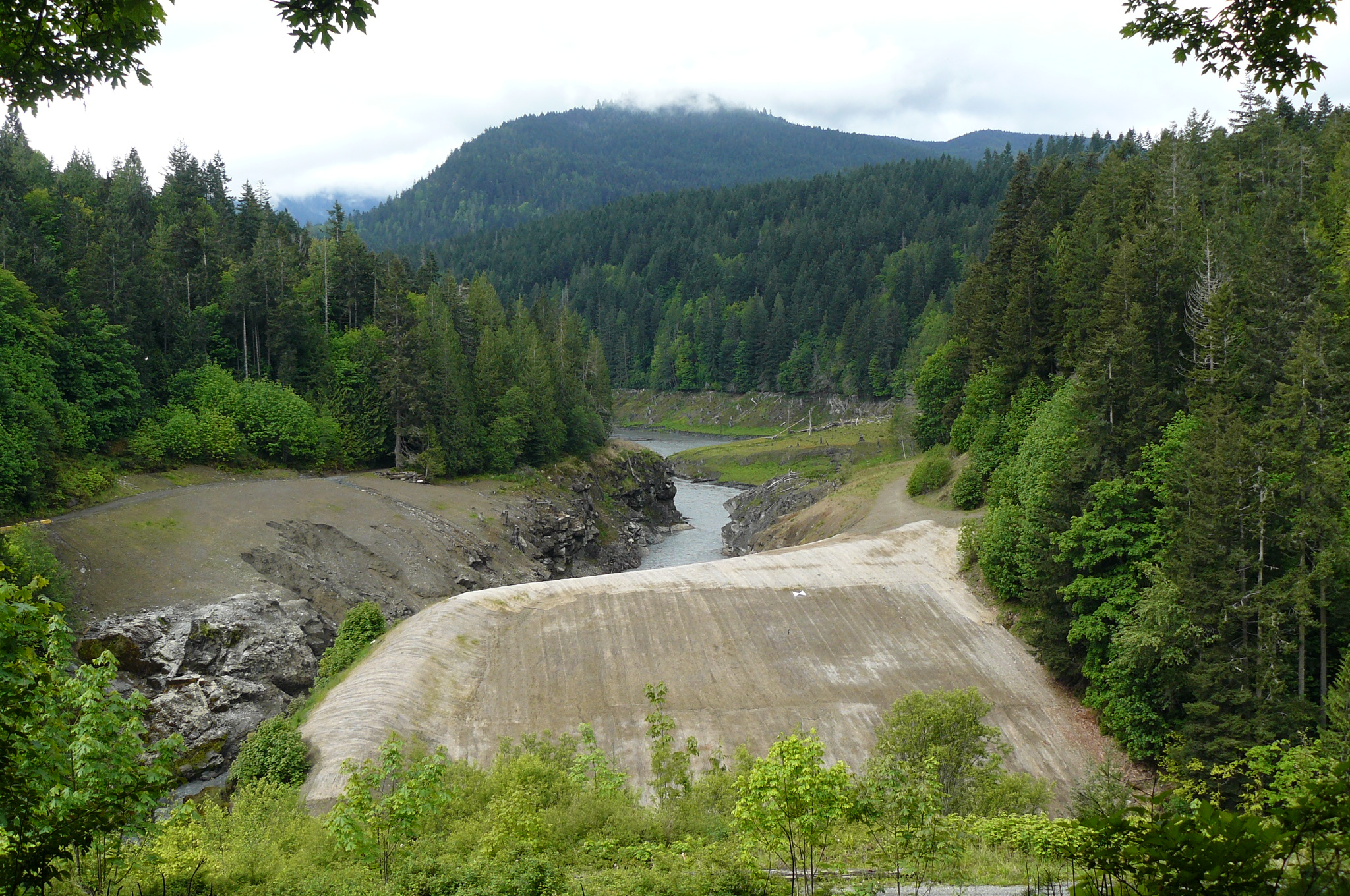
květen 2013
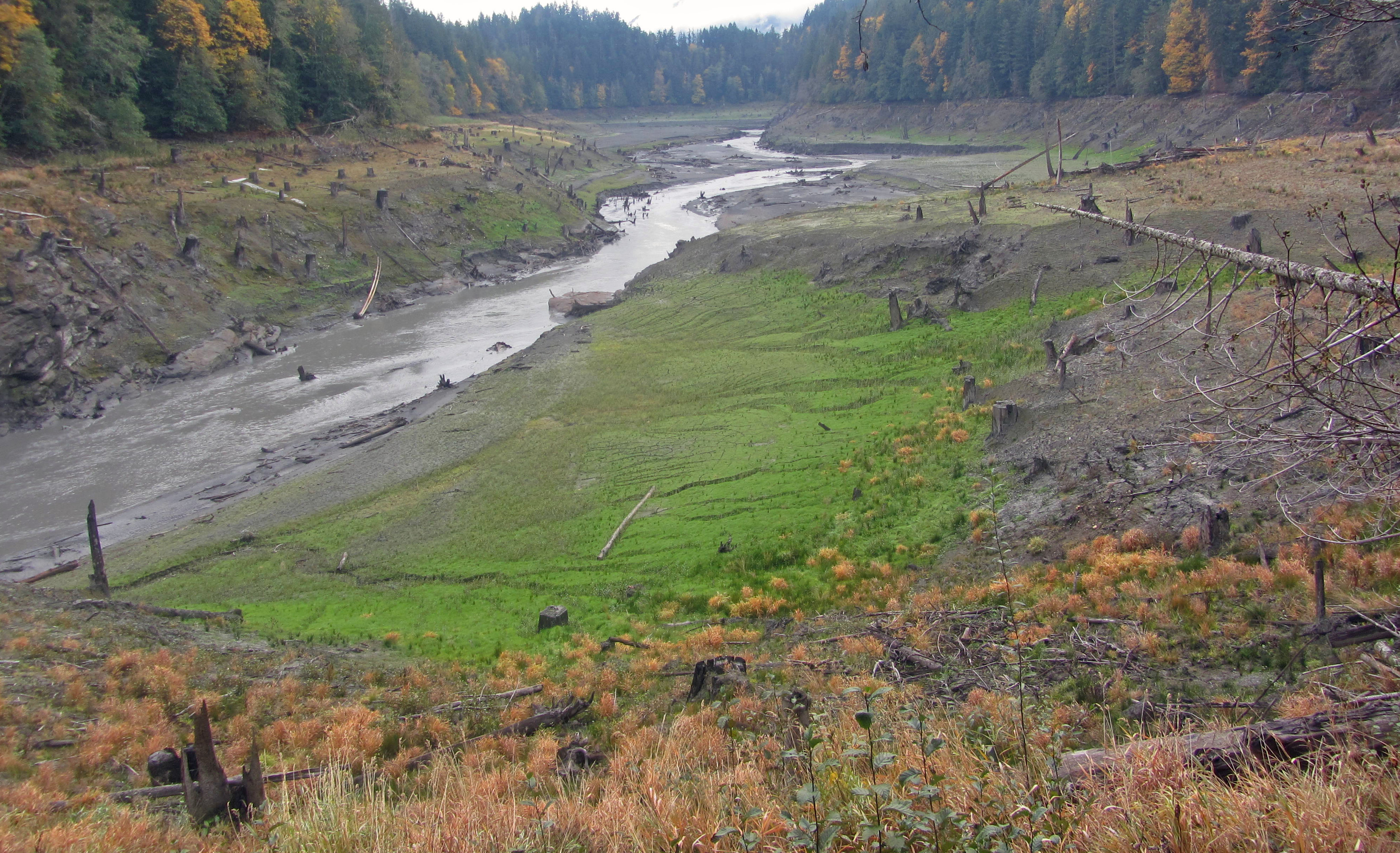
prostor původní vodní zdrže